# Truhanes (película)
Truhanes es una película española dirigida por Miguel Hermoso y estrenada en 1983. Diez años después se grabó una serie para televisión, emitida por Telecinco.

## Argumento
Gonzalo Miralles (Arturo Fernández) es un caballero sofisticado y culto que por circunstancias de la vida acaba con sus huesos en la cárcel. En un ambiente tan hostil para un carácter como el suyo, busca la protección de un ratero profesional, hombre del pueblo y conocedor de los usos y gentes de la prisión, llamado Ginés Giménez (Francisco Rabal).  Pero este auxilio le costará un precio a Gonzalo cuando ambos salgan de la cárcel.

## Reparto
- Francisco Rabal es Ginés Giménez.
- Arturo Fernández es Gonzalo Miralles.
- Lola Flores es Nati.
- Isabel Mestres es Marta.
- Vicky Lagos es Amparo.
- Rafael Díez es El Lupas.
- Elena Arnao es Maripi.
- Alberto Fernández es El Gordo.

## Premios
39.ª edición de las Medallas del Círculo de Escritores Cinematográficos
| Categoría         | Persona          | Resultado |
| ----------------- | ---------------- | --------- |
| Mejor actor       | Arturo Fernández | Ganador   |
| Mejor guion       | Miguel Hermoso   | Ganador   |
| Premio revelación | Miguel Hermoso   | Ganador   |